# Frauen-Rugby-Union-Afrikameisterschaft
Die Frauen-Rugby-Union-Afrikameisterschaft (englisch Rugby Africa Women’s Cup) ist ein vom afrikanischen Verband Rugby Africa ausgetragenes Rugby-Union-Turnier für Frauen-Nationalmannschaften, bei dem jährlich der Afrikameister ermittelt wird.
Das Turnier wird seit 2019 ausgetragen und dient in einigen Jahren als Qualifikation für die Frauen-Rugby-Union-Weltmeisterschaft.

## Die Turniere im Überblick
| Jahr | Sieger                 | Ergebnis               | 2. Platz               | 3. Platz               | Ergebnis               | 4. Platz               | Gastgeber              |
| ---- | ---------------------- | ---------------------- | ---------------------- | ---------------------- | ---------------------- | ---------------------- | ---------------------- |
| 2019 | Südafrika              | Rundenturnier          | Kenia                  | Madagaskar             | Rundenturnier          | Uganda                 | Brakpan                |
| 2020 | nicht ausgetragen      | nicht ausgetragen      | nicht ausgetragen      | nicht ausgetragen      | nicht ausgetragen      | nicht ausgetragen      | nicht ausgetragen      |
| 2021 | nicht ausgetragen      | nicht ausgetragen      | nicht ausgetragen      | nicht ausgetragen      | nicht ausgetragen      | nicht ausgetragen      | nicht ausgetragen      |
| 2022 | Qualifikation für 2023 | Qualifikation für 2023 | Qualifikation für 2023 | Qualifikation für 2023 | Qualifikation für 2023 | Qualifikation für 2023 | Qualifikation für 2023 |
| 2023 | Südafrika              | Rundenturnier          | Kenia                  | Madagaskar             | Rundenturnier          | Kamerun                | Antananarivo           |
| 2024 | Südafrika              | Rundenturnier          | Madagaskar             | Kenia                  | Rundenturnier          | Kamerun                | Antananarivo           |
| 2025 | Südafrika              | Rundenturnier          | Kenia                  | Uganda                 | Rundenturnier          | Madagaskar             | Antananarivo           |

## Rangliste
| Rang | Land       | Titel                      | 2. Platz             | 3. Platz       |
| ---- | ---------- | -------------------------- | -------------------- | -------------- |
| 1    | Südafrika  | 4 (2019, 2023, 2024, 2025) |                      |                |
| 3    | Kenia      |                            | 3 (2019, 2023, 2025) | 1 (2024)       |
| 3    | Madagaskar |                            | 1 (2024)             | 2 (2019, 2023) |
| 4    | Uganda     |                            |                      | 1 (2025)       |